# Кодатэ, Мисао
Мисао Кодатэ (род. 16 ноября 1961, Саппоро) — японский биатлонист. Участник зимних Олимпийских игр (1988, 1992, 1994). Участник международных соревнованиях по биатлону с середины 1980-х до середины 1990-х годов.

## Биография
Дебютировал в рамках чемпионата мира по биатлону 1987 года в Лейк-Плэсиде (53-е место в индивидуальной гонке и спринте). Принял участие в своих первых зимних Олимпийских играх в Калгари в 1988 году. Там он участвовал во всех трех гонках и занял 40-е место в индивидуальной гонке, 39-е место в спринте и 14-е место в эстафете. На чемпионате мира по биатлону 1989 года в Боровце выступил в эстафете (20-е место). На Олимпиаде 1992 года в Альбервиле Кодатэ улучшил показатели, заняв 28 место в индивидуальной гонке и 36-е в спринте. Японец участвовал в своих третьих Олимпийских играх в Лиллехаммере в 1994 году. В индивидуальной гонке он занял 62-е место, а в спринте — 42-е. В 1995 году в Антхольце и 1996 году в Рупольдинге он снова принял участие в чемпионате мира по биатлону, но не добился заметных результатов. После чемпионата мира 1996 года завершил активную карьеру.